# Ochicanthon gangkui
Ochicanthon gangkui là một loài bọ cánh cứng trong họ Bọ hung (Scarabaeidae).